# Högalidsbergets naturreservat
Högalidsbergets naturreservat är ett naturreservat i Uddevalla kommun i Västra Götalands län.
Området är naturskyddat sedan 2014 och är 12 hektar stort. Reservatet omfattar stora delar av berget Högalidsberget.  Reservatet består av granskog och ekskog.